# 2 януари
2 януари е 2-рият ден в годината според григорианския календар. Остават 363 дни до края на годината (364 през високосна година).

## Събития
- 1443 г. – Варненски кръстоносен поход: В Битката при Куновица турците са победени от кръстоносците на Владислав III и Янош Хуняди, и много турски командири, включително Махмуд бей, зет на султан Мурад II, са пленени.
- 1492 г. – Реконкиста: Арагонският крал Фернандо превзема Гранада, последната крепост на маврите в Европа.
- 1757 г. – Великобритания завладява Калкута, Индия.
- 1788 г. – Джорджия става 4-тия щат на САЩ.
- 1793 г. – Русия и Прусия си разделят Полша.

- 1835 г. – По инициатива на Васил Априлов в Габрово е открито първото взаимно училище с първи учител Неофит Рилски.
- 1839 г. – Френският художник и фотограф Луи Дагер прави първата фотография на Луната.
- 1871 г. – Амадеус I става крал на Испания.
- 1882 г. – Джон Рокфелер обединява петролните си холдинги в тръста Стандарт Ойл.
- 1891 г. – В софийското читалище Славянска беседа се състои първото оперно представление.
- 1905 г. – Руско-японска война: След 6-месечна обсада Япония завзема руската крепост Порт Артур.
- 1905 г. – Американският астроном Чарлз Дилън Перин открива Елара – естествен спътник на Юпитер.
- 1912 г. – На гарите в София, Пловдив и Плевен са монтирани първите телефони.
- 1913 г. – Балканска война: Турският гарнизон на остров Хиос се предава на гръцката армия и островът става част от Гърция.
- 1919 г. – Чехословашката армия превзема Братислава.
- 1921 г. – В Бразилия е основан Крузейро Ешпорте Клубе, един от най-важните футболни отбори в страната.
- 1922 г. – Крим получава независимост от Съветския съюз.
- 1929 г. – Канада и САЩ приемат план за запазване на Ниагарския водопад.
- 1929 г. – Арестуван е Лев Троцки, обвинен в антисъветска дейност.
- 1932 г. – Аржентинския отбор Бока Хуниорс става шампион на аржентинската Примера Дивисион, което е първото професионално издание на  аржентинския футболен турнир.
- 1941 г. – Втората световна война: В Оберзалцбург се състои среща на българския министър-председател Богдан Филов с Хитлер, на която е постигнато съгласие за присъединяване на България към Тристранния пакт.
- 1942 г. – Втората световна война: Манила е превзета от японските сили.
- 1943 г. – Втората световна война: Започва отстъплението на германските войски от Кавказ.
- 1955 г. – Убит е президентът на Панама Хосе Антонио Ремон.
- 1956 г. – ФРГ създава първите си редовни военни части след Втората световна война – Бундесвер.
- 1958 г. – Влиза в действие първата българска подземна електроцентрала – ВЕЦ Батак.
- 1959 г. – От космодрума Байконур, СССР изстрелва първия в света изкуствен спътник на Луната – Луна 1.
- 1963 г. – Между София и Москва през Букурещ е установена радиорелейна линия, като е приета и излъчена в България първата телевизионна програма от чужбина.
- 1965 г. – Индонезия напуска ООН.
- 1967 г. – Кристиан Бърнард извършва втората успешна сърдечна трансплантация.
- 1988 г. – Канада и САЩ подписват договор за свободна търговия.
- 1998 г. – В Русия влизат в обращение нови рубли, за да се задържи инфлацията и възстанови доверието.
- 2001 г. – Сила Калдерон става първата жена губернатор на Пуерто Рико.
- 2006 г. – Покрив на ледена пързалка в Бавария рухва от дебелата снежна покривка, загиват 15 души, в т.ч. 11 деца.
- 2010 г. – В Пасто, Колумбия, вулканът Галерас изригва в 19:43 ч. местно време. Това се случва в началото на карнавала в този град.

## Родени
- 1642 г. – Мехмед IV, султан на Османската империя († 1693 г.)
- 1699 г. – Осман III, султан на Османската империя († 1757 г.)
- 1777 г. – Кристиан Даниел Раух, германски скулптор († 1857 г.)
- 1822 г. – Рудолф Клаузиус, германски физик († 1888 г.)
- 1827 г. – Пьотър Семьонов-Тяншански, руски географ († 1914 г.)
- 1834 г. – Тодор Бурмов, първи министър-председател на България († 1906 г.)
- 1837 г. – Милий Балакирев, руски композитор († 1910 г.)
- 1839 г. – Нешо Бончев, български възрожденец, литературен критик, педагог († 1878 г.)
- 1846 г. – Жул-Леон Дютрей дьо Рен, френски изследовател географ († 1894 г.)
- 1848 г. – Георги Тишев, български политик († 1929 г.)
- 1871 г. – Николаус Велтер, люксембургски писател, литературовед и държавник († 1951 г.)
- 1873 г. – Света Тереза от Лизио, френска монахиня и писателка († 1897 г.)
- 1878 г. – Христо Кабакчиев, български политик († 1940 г.)
- 1880 г. – Луи Брегет, френски авиоконструктор († 1956 г.)
- 1896 г. – Дзига Вертов, руски кинорежисьор († 1954 г.)
- 1897 г. – Иван Странски, български учен († 1979 г.)
- 1905 г. – Лев Шнирелман, руски математик († 1938 г.)
- 1905 г. – Тодор Мазаров, български тенор († 1975 г.)
- 1913 г. – Анна Ли, британска актриса († 2004 г.)
- 1917 г. – Вера Зорина, германска танцьорка († 2003 г.)
- 1920 г. – Айзък Азимов, американски писател от руски произход († 1992 г.)
- 1922 г. – Блага Димитрова, българска поетеса († 2003 г.)
- 1925 г. – Франческо Коласуоно, италиански духовник († 2003 г.)
- 1931 г. – Иван Велинов, български юрист († 2018 г.)
- 1936 г. – Роджър Милър, американски поп певец († 1992 г.)
- 1937 г. – Веско Зехирев, български актьор
- 1938 г. – Иън Брейди, британски сериен убиец († 2017 г.)
- 1946 г. – Илма Ракуза, швейцарска писателка
- 1948 г. – Николай Червенков, молдовски българист († 2025 г.)
- 1955 г. – Хриска Пейчева, българска плувкиня
- 1957 г. – Йоанна Пакула, американска актриса от полски произход
- 1958 г. – Владимир Овчинников, руски пианист
- 1958 г. – Красимир Рангелов, български скулптор
- 1967 г. – Тиа Карере, американска актриса
- 1968 г. – Куба Гудинг Джуниър, американски актьор
- 1968 г. – Олег Дерипаска, руски милиардер
- 1969 г. – Кристи Търлингтън, американски топмодел
- 1972 г. – Йосиф Шамли, български актьор († 2019 г.)
- 1975 г. – Олександър Шовковски, украински футболен вратар
- 1976 г. – Пас Вега, испанска актриса
- 1979 г. – Асен Гайдарджиев, български футболист
- 1981 г. – Мексимилиано „Макси“ Родригес, аржентински футболист
- 1983 г. – Кейт Босуърт, американска актриса
- 1986 г. – Аса Акира, американска порноактриса
- 1987 г. – Иван Колев, български волейболист
- 1987 г. – Шели Хениг, американска актриса
- 1991 г. – Давиде Сантон, италиански футболист
- 1993 г. – Амела Терзич, сръбска лекоатлетка

## Починали
- 826 г. – Адалхард, християнски светец (* 752 г.)
- 1543 г. – Франческо Канова да Милано, италиански композитор (* 1497 г.)
- 1557 г. – Понтормо, италиански художник (* 1494 г.)
- 1819 г. – Мари Луиз дьо Бурбон-Парм, кралица на Испания (* 1751 г.)
- 1861 г. – Фридрих Вилхелм IV, крал на Прусия (* 1795 г.)
- 1892 г. – Джордж Бидъл Еъри, британски астроном (* 1801 г.)
- 1917 г. – Едуард Тайлър, британски антрополог (* 1832 г.)
- 1921 г. – Теобалд фон Бетман-Холвег, немски политик (* 1856 г.)
- 1925 г. – Никола Петров, български борец (* 1873 г.)
- 1926 г. – Такааки Като, Министър-председател на Япония (* 1860 г.)
- 1955 г. – Хосе Антонио Ремон, президент на Панама (* 1908 г.)
- 1960 г. – Фаусто Копи, италиански велосипедист (* 1919 г.)
- 1960 г. – Фридрих Адлер, австрийски политик (* 1979 г.)
- 1963 г. – Дик Пауъл, американски актьор (* 1904 г.)
- 1967 г. – Иван Кинов, български политик (* 1893 г.)
- 1992 г. – Иван Недев, български политик (* 1918 г.)
- 1995 г. – Сиад Баре, президент на Сомалия (* 1919 г.)
- 1996 г. – Карл Тарговник, унгарски психиатър (* 1915 г.)
- 2000 г. – Нат Адърли, американски композитор (* 1931 г.)
- 2000 г. – Патрик О'Брайън, британски писател (* 1914 г.)
- 2005 г. – Арнолд Денкер, американски шахматист (* 1914 г.)
- 2005 г. – Едо Муртич, хърватски художник (* 1921 г.)
- 2005 г. – Сирил Флетчър, британски комедиант (* 1913 г.)
- 2019 г. – Димитър Симеонов, български музикант, диригент и преподавател (* 1932 г.)
- 2019 г. – Кръстьо Станишев, български поет и преводач (* 1933 г.)
- 2025 г. – Ферди Тайфур, турски певец, актьор, режисьор и писател (* 1945 г.)

## Празници
- Църквата почита паметта на Свети Силвестър Римски